# Scottish Championship 2013/14
Die Scottish Championship wurde 2013/14 zum ersten Mal als zweithöchste Fußball-Spielklasse der Herren in Schottland ausgetragen. Die im Jahr 2013 gegründete Liga löste die First Division ab und ist nach der Premiership, und vor der Scottish League One und League Two eine der vier Ligen in der 2013 gegründeten Scottish Professional Football League. Die erste Saison wurde von der Scottish Professional Football League geleitet und begann am 10. August 2013. Die Spielzeit endete mit dem 36. Spieltag am 3. Mai 2014.
In der Saison 2013/14 traten zehn Klubs in insgesamt 36 Spieltagen gegeneinander an. Jedes Team spielte jeweils zweimal zu Hause und auswärts gegen jedes andere Team. Als Absteiger aus der letztjährigen Premier League kam der FC Dundee in die Championship, der den sofortigen Wiederaufstieg schaffte.

## Vereine

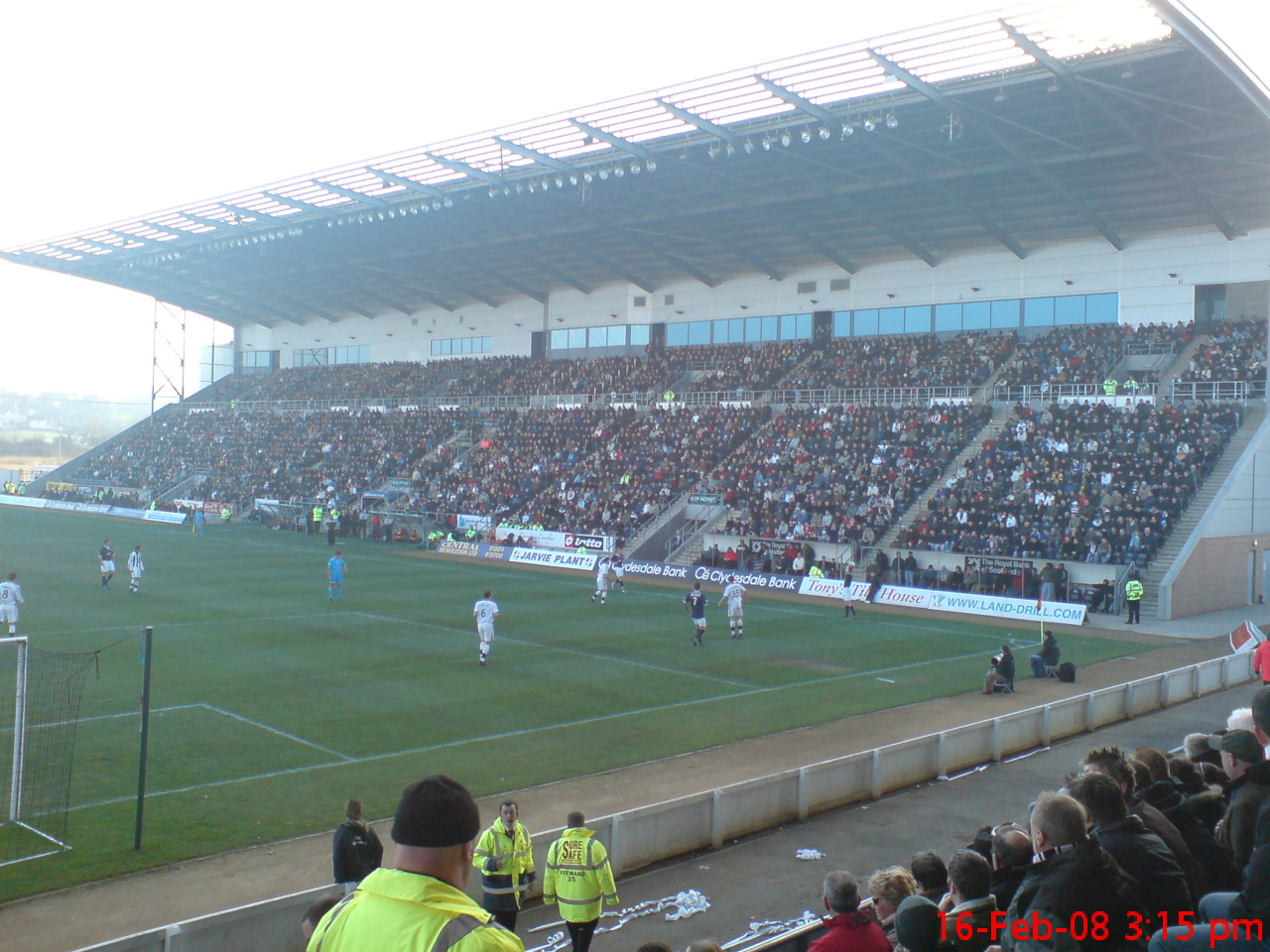
Blick auf die Haupttribüne im Falkirk Stadium

| Verein              | Stadt       | Stadion                    | Kapazität |
| ------------------- | ----------- | -------------------------- | --------- |
| Alloa Athletic      | Alloa       | Recreation Park            | 03.100    |
| FC Cowdenbeath      | Cowdenbeath | Central Park               | 04.370    |
| FC Dumbarton        | Dumbarton   | Dumbarton Football Stadium | 02.020    |
| FC Dundee           | Dundee      | Dens Park                  | 12.085    |
| FC Falkirk          | Falkirk     | Falkirk Stadium            | 09.200    |
| FC Livingston       | Livingston  | Almondvale Stadium         | 10.006    |
| Greenock Morton     | Greenock    | Cappielow Park             | 11.100    |
| Hamilton Academical | Hamilton    | New Douglas Park           | 06.000    |
| Queen of the South  | Dumfries    | Palmerston Park            | 06.412    |
| Raith Rovers        | Kirkcaldy   | Stark’s Park               | 10.104    |

## Statistiken

### Abschlusstabelle
| Pl. | Verein                     | Sp. | S  | U  | N  | Tore    | Diff. | Punkte |
| --- | -------------------------- | --- | -- | -- | -- | ------- | ----- | ------ |
| 1.  | FC Dundee (A, ↑)           | 36  | 21 | 6  | 9  | 054:260 | +28   | 69     |
| 2.  | Hamilton Academical (R↑)   | 36  | 19 | 10 | 7  | 068:410 | +27   | 67     |
| 3.  | FC Falkirk (R↑)            | 36  | 19 | 9  | 8  | 059:330 | +26   | 66     |
| 4.  | Queen of the South (N, R↑) | 36  | 16 | 7  | 13 | 053:390 | +14   | 55     |
| 5.  | FC Dumbarton               | 36  | 15 | 6  | 15 | 065:640 | +1    | 51     |
| 6.  | FC Livingston              | 36  | 13 | 7  | 16 | 051:560 | −5    | 46     |
| 7.  | Raith Rovers               | 36  | 11 | 9  | 16 | 048:610 | −13   | 42     |
| 8.  | Alloa Athletic (N)         | 36  | 11 | 7  | 18 | 034:510 | −17   | 40     |
| 9.  | FC Cowdenbeath (R↓)        | 36  | 11 | 7  | 18 | 050:720 | −22   | 40     |
| 10. | Greenock Morton            | 36  | 6  | 8  | 22 | 032:710 | −39   | 26     |

Platzierungskriterien: 1. Punkte – 2. Tordifferenz – 3. geschossene Tore – 4. Direkter Vergleich (Punkte, Tordifferenz, geschossene Tore)
| 1. Runde |

| Zum Saisonende 2012/13 |                                    |
| (A)                    | Absteiger aus der Premier League   |
| (N)                    | Aufsteiger aus der Second Division |

### Torschützenliste

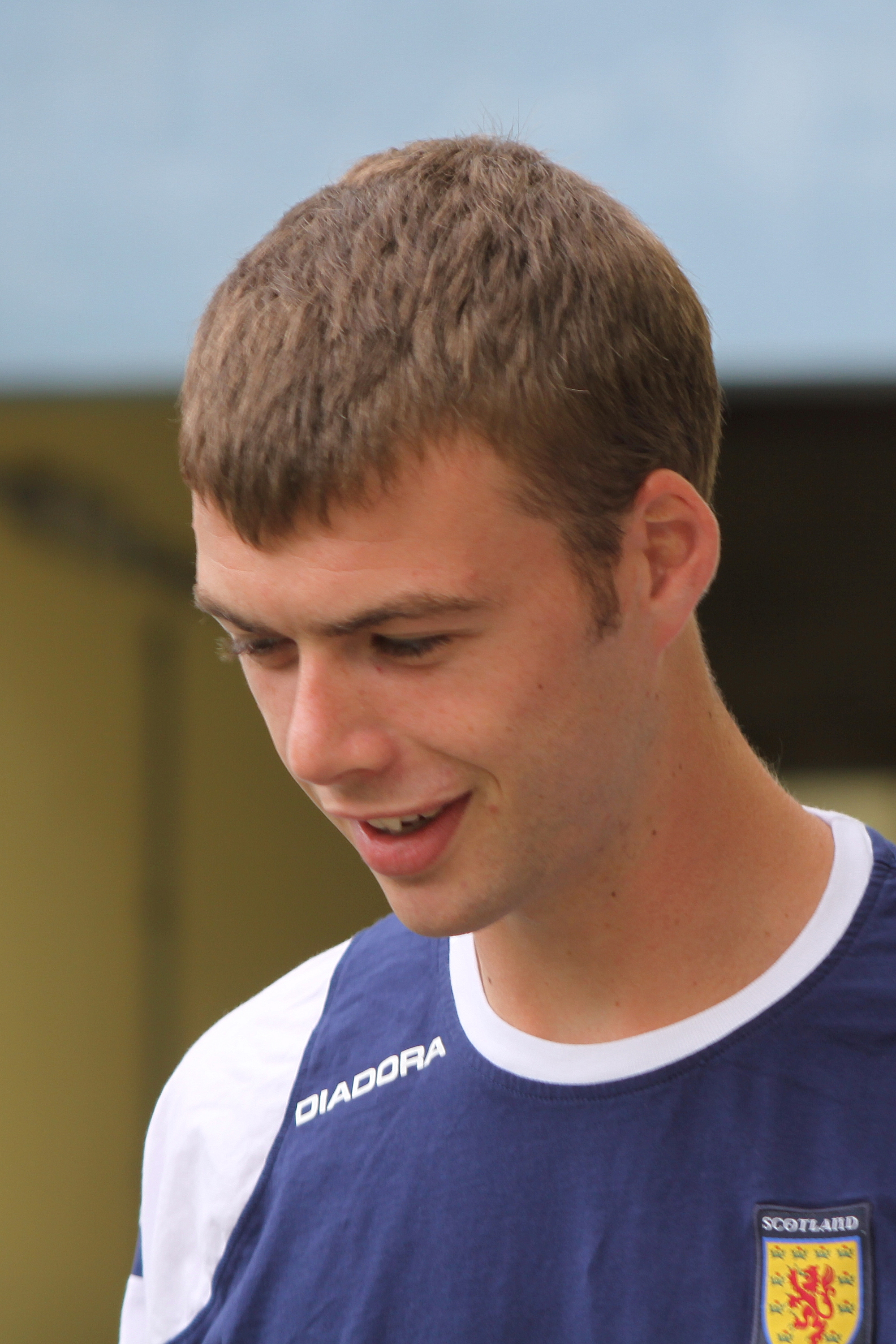
Rory Loy vom FC Falkirk wurde mit 20 Treffern Torschützenkönig

| Pl. | Name                   | Team                | Tore |
| --- | ---------------------- | ------------------- | ---- |
| 01. | Rory Loy               | FC Falkirk          | 20   |
| 02. | Kane Hemmings          | FC Cowdenbeath      | 18   |
| 03. | Peter MacDonald        | FC Dundee           | 17   |
| 03. | Marc McNulty           | FC Livingston       | 17   |
| 05. | Anthony Andreu         | Hamilton Academical | 14   |
| 6.  | James Keatings         | Hamilton Academical | 13   |
| 6.  | Iain Russell           | Queen of the South  | 13   |
| 8.  | Mickaël Antoine-Curier | Hamilton Academical | 12   |
| 8.  | Gavin Reilly           | Queen of the South  | 12   |
| 10. | Greg Stewart           | FC Cowdenbeath      | 11   |

## Relegation
Teilnehmer an den Relegationsspielen waren der FC Cowdenbeath aus der diesjährigen Championship, sowie die drei Mannschaften aus der League One, Dunfermline Athletic der FC Stranraer und Ayr United. Die Sieger der ersten Runde spielten in der letzten Runde um einen Platz für die folgende Scottish Championship-Saison 2014/15.
Erste Runde
Die Spiele wurden am 7. und 10. Mai 2014 ausgetragen.
|              | Gesamt |                      | Hinspiel | Rückspiel |
| ------------ | ------ | -------------------- | -------- | --------- |
| Ayr United   | 2:5    | FC Cowdenbeath       | 1:2      | 1:3       |
| FC Stranraer | 2:4    | Dunfermline Athletic | 2:1      | 0:3 n. V. |

Zweite Runde
Die Spiele wurden am 14. und 18. Mai 2014 ausgetragen.
|                | Gesamt |                      | Hinspiel | Rückspiel |
| -------------- | ------ | -------------------- | -------- | --------- |
| FC Cowdenbeath | 4:1    | Dunfermline Athletic | 1:1      | 3:0       |

## Die Meistermannschaft des FC Dundee
(Berücksichtigt wurden Spieler mit mindestens einem Einsatz; in Klammern sind die Einsätze und Tore angegeben)
| 1. | FC Dundee |
|    | - Tor: Kyle Letheren (35/0), Dan Twardzik (2/0) - Abwehr: Kyle Benedictus (17/1), Adam Cummins (3/0), Willie Dyer (21/0), Declan Gallagher (36/4), Gary Irvine (33/0), Matthew Lockwood (17/0) - Mittelfeld: Ryan Conroy (32/7), Iain Davidson (26/3), Cameron Kerr (3/0), Jim McAlister (36/4), Kevin McBride (25/2), Carlo Monti (14/1), Stephen O’Donnell (1/0), Gavin Rae (36/1), Nicky Riley (27/0) - Angriff: Craig Beattie (18/5), Martin Boyle (29/4), Steven Doris (2/0), Peter MacDonald (35/17), Christian Nadé (13/3), Craig Wighton (13/2) - Trainer: Paul Hartley |